# Nemoria paurocaula
Nemoria paurocaula là một loài bướm đêm trong họ Geometridae.